# Flagge der Malediven

Konstruktion der Flagge der Malediven

Die Malediven führten, wie viele islamische Seefahrerstaaten, eine komplett rote Flagge. Um sich vom Kommunismus abzugrenzen, wurde in der Mitte ein grünes Feld mit Halbmond und am Liek ein schmaler 13-mal von Schwarz und Weiß schräg geteilter Streifen eingefügt. Die Flagge wurde mehrfach modifiziert und der schwarz-weiße Streifen wieder entfernt. Die Farben werden heute wie folgt ausgelegt:
- Rot symbolisiert das Blut, das für die Freiheit vergossen wurde
- Grün steht für Frieden und Fortschritt und ist gleichzeitig die Farbe Mohammeds
- Der weiße Halbmond steht für den Islam

Die Flagge der Malediven wurde am 26. Juli 1965 offiziell eingeführt.
→ Siehe auch: Flagge der Republik Suvadiva

## Frühere und sonstige Flaggen

Älteste Flagge der Malediven
Flagge, die bis 1903 in Verwendung war
zwischen 1926 und 1932 eingeführte und bis 1953 verwendete Nationalflagge
zwischen 1926 und 1932 eingeführte und bis 1953 verwendete Staatsflagge
Flagge zwischen 1953 und 1965
Sultansflagge mit Stern, 1954 bis 1965
Sultansflagge von 1965 bis 1968 und Präsidentenflagge seit 1968
Flagge des Premierministers der Malediven